# Shahrak-e Emam
Shahrak-e Emām (farsi شهرک امام), o Shahrak-e Emām Khomeynī, è una città dello shahrestān di Qirokarzin, circoscrizione Centrale, nella provincia di Fars. Aveva, nel 2006, una popolazione di 4.973 abitanti.